# Ernest Mottard
Ernest Mottard (Hollogne-aux-Pierres, 22 de març de 1902 - Hollogne-aux-Pierres, 30 de desembre de 1949) va ser un ciclista belga que fou professional entre 1929 i 1936. En el seu palmarès destaquen la Lieja-Bastogne-Lieja de 1928 i la París-Brussel·les de 1930.

## Palmarès
- 1927 (independent)
  - 1r al Circuit de Tournais
  - 1r a Hollogne-aux-Pierres
  - 1r a Landen
  - 1r del Premi Emile Masson
- 1928 (independent)
  - 1r a la Lieja-Bastogne-Lieja
  - 1r al Tour de Flandes dels Independents
  - 1r a la Brussel·les-Luxemburg-Mondorf
- 1929
  - Campió Provincial interclubs, amb R.C.Huy
- 1930
  - 1r a la París-Brussel·les
- 1931
  - Campió Provincial interclubs, amb R.C.Huy
  - Vencedor d'una etapa a la Volta a Bèlgica
- 1932
  - 1r de la Volta a Bèlgica FSS

### Resultats al Tour de França
- 1930. Abandona (3a etapa)